# جعفرآباد (گناباد)
جعفرآباد (گناباد)، روستایی از توابع بخش مرکزی شهرستان گناباد در استان خراسان رضوی ایران است.

## جمعیت
این روستا در دهستان پس کلوت قرار دارد و براساس سرشماری مرکز آمار ایران در سال ۱۳۸۵، جمعیت آن ۵۳ نفر (۱۷خانوار) بوده‌است.